# 1940-es közép-európai kupa
Az 1940-es közép-európai kupa a Közép-európai kupa történetének tizennegyedik kiírása volt. A sorozatban Jugoszlávia és Magyarország 3-3 csapattal,  Románia pedig 2 csapattal képviseltette magát. A csapatok kupa rendszerben 2 mérkőzésen döntötték el a továbbjutást. Ha az összesítésben ugyanannyi gólt szereztek a csapatok a párharcokban, akkor egy újabb összecsapáson dőlt el a továbbjutó kiléte.
A kupadöntőt a Ferencváros és a Rapid București játszotta volna, de a mérkőzéseket nem tartották meg.

## Negyeddöntő
| 1. csapat            | Össz. | 2. csapat          | 1. mérk. | 2. mérk. |
| -------------------- | ----- | ------------------ | -------- | -------- |
| MTK Budapest FC      | 1-5   | FC Rapid București | 1-2      | 0–3      |
| OFK Beograd          | 4-0   | Venus București    | 3-0      | 1–0      |
| FK Slavija Sarajevo  | 4-11  | Ferencvárosi TC    | 3-0      | 1–11     |
| HŠK Građanski Zagreb | 5-0   | Újpest FC          | 4-0      | 1-0      |

## Elődöntő
| 1. csapat            | Össz. | 2. csapat          | 1. mérk. | 2. mérk. |
| -------------------- | ----- | ------------------ | -------- | -------- |
| HŠK Građanski Zagreb | 0-01  | FC Rapid București | 0-0      | 0-0      |
| OFK Beograd          | 1-2   | Ferencvárosi TC    | 1-0      | 0-2      |

- 1 Mivel az összesített eredmény 0-0 lett, a szabályok értelmében újrajátszást (3. mérkőzést) rendeltek el, amely 1-1-re végződött. Végül a Rapid București jutott tovább sorsolással.

## Döntő
| 1. csapat       | Össz. | 2. csapat          | 1. mérk. | 2. mérk. |
| --------------- | ----- | ------------------ | -------- | -------- |
| Ferencvárosi TC | 1     | FC Rapid București |          |          |

- 1 A döntőt politikai okok miatt előbb elhalasztották, majd később már nem került sor a megrendezésére.